# غليو (بوينس آيرس)
غليو (بالإسبانية: Glew, Buenos Aires)‏ هي منطقة سكنية تقع في الأرجنتين في Almirante Brown Partido. يقدر عدد سكانها بـ 57,878 نسمة وترتفع عن سطح البحر 28 متر.

## أعلام
- لوتارو أكوستا
- كارلوس كوينتانا